# التهاب مفاصل الركبة
التهاب مفاصل الركبة (بالإنجليزية: Knee arthritis)‏ هو الالتهاب الذي يحدث في مفصل الركبة، والتهاب المفاصل هو التهاب يحدث في مناطق الجسم التي تكون مكان التقاء العظام معا. والمفاصل هي المسؤولة عن حركة أجزاء الجسم. والتهاب المفاصل هو حالة يمكن أن تحدث في جميع أنحاء الجسم أو في منطقة معينة، وتتراوح أنواع الالتهاب من التهاب مرتبط بتحلل و تمزق الغضروف، مثل الفصال العظمي إلى تلك الأنواع التي ترتبط بالالتهاب الناتج عن جهاز المناعة مفرط النشاط، مثل التهاب المفاصل الروماتيزمي. والجزء الأكثر عرضة لالتهاب المفاصل في الجسم هو الركبة، وقد يكون الالتهاب يتضمن الفصال العظمي والروماتيزمي معا.

## الأنواع

### التهاب المفاصل الروماتيزمي

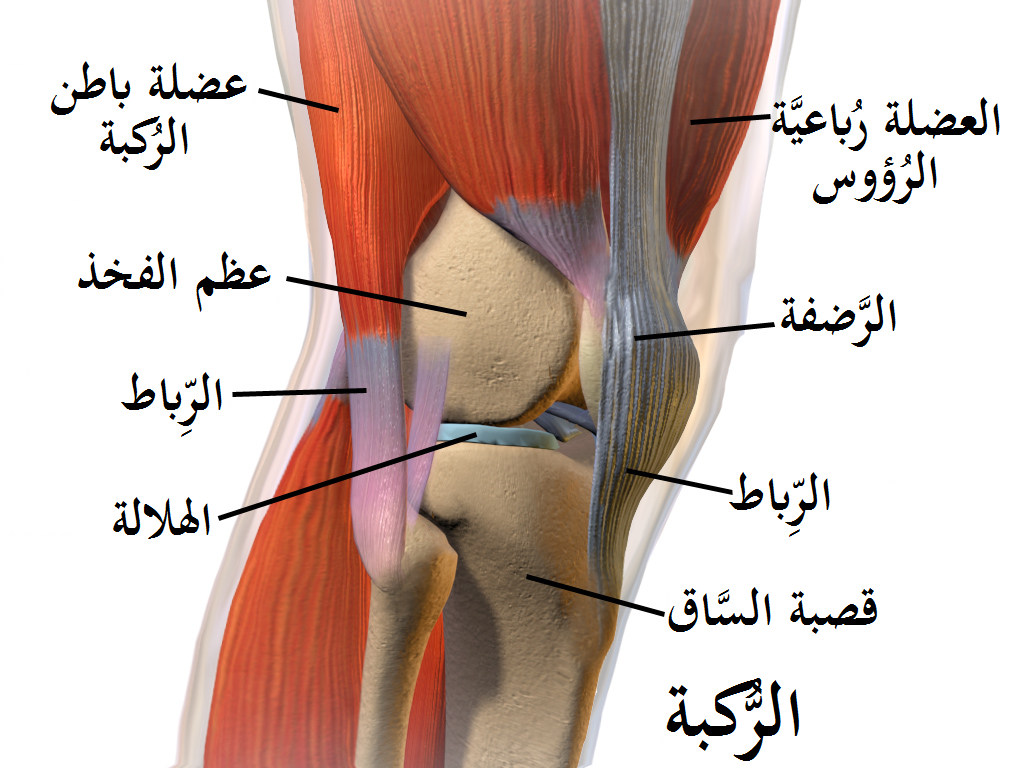
ركبة إنسان طبيعية

التهاب المفاصل الروماتيزمي هو اضطراب التهابي مزمن يبدأ عادة في المفاصل الصغيرة في اليدين والقدمين، وقد يبدأ بأعراض غير محددة أخرى، مثل التعب. وغالبا ما يتطور التهاب المفاصل الروماتيزمي إلى المفاصل الكبيرة، مثل الكتفين، والمرفقين، والوركين، والركبتين وذلك بعد إصابته للمفاصل الصغيرة في الجسم. وتشمل أعراضه آلام بالمفاصل مع تورمها، و احمرار اليدين، والإحساس بالتعب، كما يؤثر التهاب المفاصل الروماتزمي على بطانة المفاصل ويسبب انتفاخ مؤلم، و يمكن أن يؤدي إلى تشوه المفصل المتضرر، ويزداد سوءا مع مرور الوقت. وعلى الرغم من أنه لا يوجد علاج دائم إلا أنه يمكن تعديل مسار المرض بحيث تقل أضراره، ويكون المريض أكثر ارتياحا، و يمكنه أن يستمر في ممارسة والاستمتاع بالأنشطة اليومية. ويكون العلاج أكثر فعالية عندما يبدأ مبكرا قبل أن تتقدم عملية التشوه.

### الفصال العظمي
الفصال العظمي هو مرض في المفاصل يسبب تآكل الطبقة الملطفة للحركة بين العظام أو الغضاريف، ويسمى أيضًا بداء المفاصل التنكسي. وتكون أعراضه مشابهة لأعراض التهاب المفاصل الروماتيزمي، كما تتطور بنفس المسار البطيء، وتشمل الإحساس بآلام في الركبة، والتصلب عند الوقوف أو المشي، وفقدان المرونة، و الإحساس بالاحتكاك الذي يمكن سماعه عند تحرك مفصل الركبة.
يبدأ الفصال العظمي في الركبة مع تدهور تدريجي في الغضروف. ودون حماية الغضروف فإن العظام تبدأ في الاحتكاك معا، مما يسبب الألم وفقدان الحركة والتشوه. و يصيب ما يقرب من 16 مليون شخص، ومعظم الحالات التي تتضمن التهاب مفاصل الركبة هي حالات تعاني من الفصال العظمي.

## الأسباب
ليست هناك أسباب معينة للإصابة بالتهاب المفاصل، حيث يعتقد معظم الأطباء أنه يحدث بسبب مزيج من العوامل التي يمكن أن تشمل ضعف العضلات، والسمنة، والوراثة، وإصابة المفصل أو الإجهاد، والتعرض المستمر للبرد، والشيخوخة، فيبدأ غضروف الركبة بالتكسر ويترك عظام الركبة تحتك مع بعضها البعض أثناء المشي. والأشخاص الذين يعملون بجهد متكرر على الركبتين هم عرضة لمخاطر عالية للإصابة بهذه الحالة، وتزيد تشوهات العظام من خطر الإصابة بالفصال العظمي في الركبة إذ أن المفاصل تكون تالفة بالفعل، و يمكن أن تحتوي على عيب في الغضروف. ويمكن أن يزيد وجود النقرس، أو التهاب المفاصل الروماتيزمي، أو مرض بادجيت، أو التهاب المفاصل الإنتاني من خطر الإصابة بالفصال العظمي. ويعتقد بعض الأطباء ومعظم أخصائيي الأقدام بأن القدم المسطحة سبب في زيادة معدلات الفصال العظمي في الركبة. وأظهرت نتائج في دراسة على مجندي الجيش ذوي الأقدام المسطحة أن لديهم تقريبا ضعف معدل التهاب المفاصل في الركبة مقارنةً مع أقدام المجندين ذات التقوس الطبيعي.

## التشخيص
يعتمد تشخيص التهاب مفاصل الركبة على التاريخ الطبي المركز، وعلى الفحص البدني للركبة المصابة. ووُجِد أن التاريخ المرضي من آلام الركبة المستمرة، وتيبس المفصل الصباحي، وانخفاض وظيفة المفصل بالإضافة إلى نتائج الفحص البدني من الطقطقة المفصلية (الشعور بفرقعة أو طقطقة مع حركة المفصل)، وتقييد الحركة، وتضخم العظم هي علامات التشخيص الأكثر فائدة في دراسة ما، كما يمكن استخدام الاستبيانات الطبية الموحدة مثل نقاط نتيجة إصابة الركبة والفصال العظمي (KOOS)، وKOOS JR القصيرة، أو نقاط نتيجة (WOMAC) لتشخيص ورصد تطور التهاب مفاصل الركبة.

## العلاج
يُوصي الطبيب بنظام المعالجة، الذي من شأنه تخفيف الأعراض تبعاً لمستوى الألم والضرر الذي يعاني منه المريض. وتشمل بعض التوصيات الشائعة بتجنب الأنشطة التي تفاقم الألم، وغمر الركبة بالثلج لمدة 20 إلى 30 دقيقة على مدار اليوم للحد من الالتهابات، واستخدام أدوية مضادة الالتهاب المتاحة بدون وصفة، وتناول الباراسيتامول (دواء مسكن و خافض للحمى)، والاسيتامينوفين (دواء مسكن وخافض للحرارة)، والعلاج الطبيعي.
ويمكن أيضًا استخدام الكريمات الموضعية، واللاصقات لعلاج الألم، والتي أثبتت إمكانية حدها للألم بنسبة 33 إلى 57٪.
يمكن أن تساعد التمارين على زيادة مدى الحركة والمرونة، وكذلك تساعد على تقوية عضلات الساق. وغالبا ما يكون العلاج الطبيعي والتمارين الرياضية فعالة للحد من الألم وتحسين الأداء. وقد يكون العمل مع اختصاصي المعالجة الطبيعية للعثور على التمارين التي تعزز الأداء بدون التعرض للمزيد من الإصابات فعال لمعظم المرضى، ويمكن القيام بالعديد من التمارين أثناء الجلوس على الكرسي أو الوقوف في نفس المكان، كما يتم أداء التمارين بدون وضع ضغوط إضافية أو وزن على مفصل الركبة. و يوصى بشدة بممارسة التمارين مع استخدام الأربطة المرنة.
ويمكن استخدام الأجهزة الداعمة، مثل سِنّاد الركبة، وبسبب تمركز التهاب المفاصل في معظم الحالات يتركز على جانب واحد من الركبة؛ لذا فإن السنّاد فعال في توفير التوازن على الجانبين، وله شكلين مختلفين، ويوفر السنّاد المساعدات التي تحتاجها الركبة بالكامل، حيث ينقل الضغط بعيدا عن جزء معين في الركبة الذي يسبب الألم. وتعتبر الأحذية أو بطاناتها التي تمتص الضغط مفيدة لبعض المرضى، وكذلك الأدوات التي تساعد أثناء المشي، مثل العكاز. وقد وفرت البطانة الداخلية التي يتم تركيبها لتصحيح الأقدام المسطحة مساعدة للعديد من المرضى.
يساعد استخدام المنشطات التي يتم تناولها مع الأدوية المضادة للالتهابات على تقليل الالتهاب والألم الذي يشعر به المريض في الركبة. وإذا كان تناول الأدوية، مثل إيبوبروفين (دَواءٌ مُسَكِّنٌ ومُضادٌّ للالْتِهاب) أو نابْروكْسين (دَواءٌ مُضادٌّ للالْتِهاب)، ليس بالقوة الكفاية لتخفيف الألم، يُستخدم بدلا منها الأدوية ذات الوصفة الطبية القوية. وإذا لم تساعد الأدوية والعلاج الطبيعي الركبة بما فيه الكفاية، فقد يعطي الأطباءُ المرضى حقن تحتوي على دواء لتخفيف لألم. حمض الهيالورونيك موجود في الركبة، ولكن يمكن استخدام الحقن لحماية المفصل عندما يصبح الغضروف رقيق، ويمكن أن تخفف هذه الحقن من الألم لمدة ستة أشهر إلى سنة أكثر من الأدوية المستمرة التي يتم تناولها عن طريق الفم.
الجراحة هي الخيار الأخير، وقد يكون هناك حاجة إليها لتخفيف الأعراض. ويتم إجراء تنظير المفصل من خلال فتح صغيرة، حيث يتم إزالة الأجزاء التالفة في الركبة، ويتم قطع العظم لإعادة تشكيل عظام الركبة، و يتم إجرائها إذا كان التلف في جانب واحد من الركبة، بينما رأب المفصل هو جراحة استبدالية يتم فيها استخدام المفصل الصناعي.
كما يمكن استخدام الليزر منخفض المستوى لتخفيف الألم وتيبس المفصل المرتبط بالفصال العظمي.